# Высокое Возрождение

Леонардо да Винчи. Мона Лиза дель Джокондо. 1503—1519. Дерево, масло. Лувр, Париж

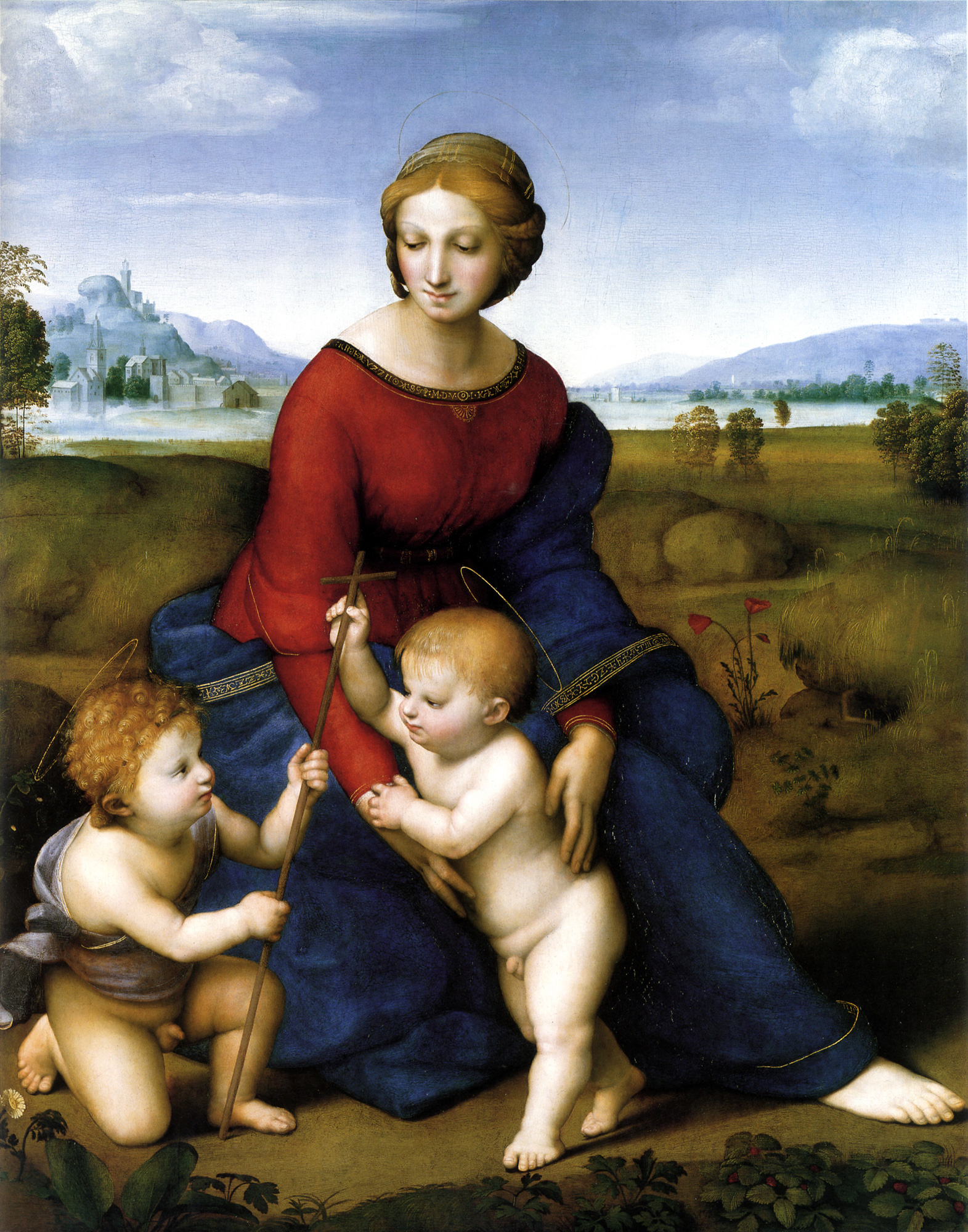
Рафаэль Санти. Мадонна в зелени (Мадонна на лугу). 1506. Дерево, масло. Музей истории искусств, Вена

Высокое Возрождение (фр. La Haute Renaissance) — период в истории итальянского Возрождения, «высший, классический этап искусства эпохи Возрождения в Италии (отчасти также в Германии, Франции) конца XV и первой четверти XVI века, отличающийся обобщённым, синтетическим характером художественных образов, выражающих идеи ренессансного гуманизма, возвышенным идеальным строем, монументальным величием и гармонией».

## Происхождение термина
Наименование «Высокое Возрождение» (нем. Hochrenaissance) впервые появилось в немецком языке в начале XIX века в качестве производного от понятия «высокий стиль» в живописи и скульптуре, введённого Иоганном Иоахимом Винкельманом.
В итальянском искусствоведении подобный термин отсутствует, вместо него используется хронологическое определение: чинквеченто (итал. cinquecento — пятисотые годы).

## Хронологические границы
Хронологические границы Высокого Возрождения большинство исследователей при небольших различиях определяют от конца 1490-х годов, до первой четверти XVI века, отмеченной трагическим событием: разграблением Рима (итал. Sacco di Roma) в 1527 году ландскнехтами императора Карла V, в результате которого был нанесён значительный ущерб жизни «Вечного города»: многие храмы и дворцы были разграблены, жители убиты, художники и их покровители бежали. Так А. Раунч в книге «Искусство Высокого Возрождения и маньеризма в Риме и Центральной Италии» (Painting of the High Renaissance and Mannerism in Rome and Central Italy, 2007) утверждал, что Высокое Возрождение началось в 1490 году.
В. Н. Гращенков, предложил считать условной датой конца периода Высокого Возрождения в Риме 1520 год — год смерти Рафаэля. Однако другие историки включают в эпоху Высокого Возрождения большую часть XVI столетия вплоть до смерти Микеланджело Буонарроти (1564), чем в значительной степени стираются границы между эстетикой эпохи Возрождения с одной стороны и эпохи маньеризма и барокко с другой. В результате в эпоху Высокого Возрождения включаются явления глубоко этой эпохе чуждые, а также «намечается тенденция рассматривать явления искусства Высокого Возрождения и маньеризма как два параллельных направления, сопутствующих друг другу в течение почти всего XVI века».
Так или иначе в истории искусствознания существуют значительные расхождения в определении границ этой эпохи. В XXI веке, по мнению отдельных авторов, определение «Высокое Возрождение» воспринимается критически из-за неизбежного упрощения понимания развития искусства, основанного только на хронологических критериях, «игнорирования исторического контекста и сосредоточения внимания только на некоторых избранных, наиболее значительных произведениях». Тем не менее, несмотря на критику, это понятие остаётся одним из ключевых при стилевой атрибуции и критике художественных произведений.

## Идейно-эстетические основы искусства Высокого Возрождения в Италии
Краткий период Высокого Возрождения в Италии характеризуется необычайной насыщенностью художественной жизни, созданием многих шедевров мастерами архитектуры, живописи и скульптуры. Тенденции значительного подъёма и обновления искусства в XVI столетии охватили многие города Италии: прежде всего города Тосканы, Умбрии и Венецианской области (ренессансное искусство Франции и севера Европы, более позднее в хронологическом отношении и специфичное по источникам и содержанию, принято рассматривать отдельно, соответственно терминам: «Французский Ренессанс» и «Северное Возрождение»).
Однако и в Италии в это время происходила транспозиция региональных центров искусства. Флоренция — родина Итальянского Возрождения периода кватроченто перестаёт играть ведущую роль (которая отчасти вернётся к художникам флорентийской школы в период маньеризма). В Венеции эстетика Высокого Возрождения по причине романо-готических традиций и значительных восточных влияний (стиль «византо-венето») приобрело особенную окраску. Так архитектуру Якопо Сансовино и живопись Тициана принято рассматривать в специфическом ключе; архитектура Палладио представляет собой уникальное явление; тенденции ренессансного гуманизма мало затронули этот город, где господствовал дух гедонизма и роскоши.
Неаполь, Сицилия и юг Италии по причине устойчивых традиций арабского и испано-нидерландского искусства историки искусства рассматривают отдельно.
Столицей нового искусства стал Рим. Именно в Вечном городе в это время сложились уникальные условия органичной контаминации форм античного искусства и нового христианского мировоззрения (итал. La vita nuova). Эрвин Панофский, упоминая то обстоятельство, что во Флоренции осталось сравнительно немного следов античности, подчёркивал, что родоначальники искусства Возрождения: архитектор Филиппо Брунеллески и скульптор Донателло в период с 1402 по 1404 год впервые посетили Рим с целью изучения «антиков»; и пребывание флорентийцев в Риме имело «решающее значение для последующего творчества обоих художников». Специальные исследования подтверждают раннее посещение Донателло и Брунеллески Рима ещё до начала их активного творчества во Флоренции.
Перенесение центра искусства из Флоренции в Рим отчасти было связано с меценатской деятельностью выдающихся римских пап Юлия II делла Ровере (1503—1513) и Льва X (1513—1521) из семьи Медичи. Римским понтификам и меценатам из их окружения удалось привлечь к работе в Ватикане примерно в одно время наиболее выдающихся художников итальянского Возрождения: Леонардо да Винчи (1513—1515), Рафаэля Санти (1508—1520) и Микеланджело Буонарроти (с 1534 года).

## Интерпретации содержания понятия
Согласно традиционной модели истории искусства, предложенной флорентийцем Джорджо Вазари, Высокое Возрождение считалось взрывом творческого гения, когда даже менее значительные художники, вроде Фра Бартоломео или Мариотто Альбертинелли, создавали произведения искусства, до сих пор высоко ценимые за гармонию композиции и безупречную технику исполнения. Основная художественная идея: трансляция (термин Э. Панофского) античных образов в современную обстановку. Основатель иконологии А. Варбург называл вторичное использование образов «исторической транспозицией», «миграцией образов», или «продолжением жизни античности» (нем.  Nachleben der Antike). Подобный метод порождает разного рода «сближения, отражения и изменчивость смыслов», которые углубляют содержание художественного образа и одновременно придают ему контекстуальность.
Согласно Дж. Вазари, для художников эпохи Возрождения «природа — это образец, а древние — школа»
. На рубеже XV—XVI веков художественная жизнь во Флоренции, на родине Возрождения, замерла, и центр искусства переместился в Рим. Именно Рим, а точнее папский двор в Ватикане, стал местом формирования новой классицистической эстетики. Рим — особенный город. В отличие от Флоренции, столицы Тосканы, искусства Ломбардии, венецианской, сиенской и феррарской школ, Неаполя и Сицилии, в Риме во все времена были сильны традиции античной культуры. Художники и раньше, в эпоху Средневековья и проторенессанса, знали античное искусство. Руины величественной архитектуры Древнего Рима и останки античных статуй были у художников всегда перед глазами, «римский стиль» даже в Средневековье был более цельным и классичным.

Однако именно в эпоху Возрождения, согласно тексту Вазари, «пелена, которая заволокла умы людей» и которая неожиданно «то ли Божьей милостью, то ли под воздействием звёзд спала», художники вдруг увидели «истинно прекрасное». По его определению, «возрождение — это возвращение человека к своему естественному гармоничному состоянию в отношениях с природой». Поэтому «природа — это образец, а древние — школа».
Идеальной иллюстрацией эстетики эпохи Высокого Возрождения, помимо величественной ясности композиции, жестов и положений фигур, является фреска Рафаэля «Афинская школа» в Станца делла Сеньятура в Ватикане (1509—1510). На ней на фоне вымышленной, но подобной древнеримской, архитектуры представлено собрание античных философов в образах современных художников.
Генрих Вёльфлин использовал в отношении этого периода определение «классическое искусство», соответственно озаглавив свою книгу: «Классическое искусство. Введение в изучение итальянского Возрождения» (Die klassische Kunst. Eine Einführung in die italienische Renaissance, 1899). Он писал, довольно парадоксально, что, переходя «недоверчиво и неохотно», из «весёлого и пёстрого мира» раннего Ренессанса периода кватроченто «в высокие тихие залы классического искусства… мы чувствуем недостаток сердечности, наивной бессознательности».
Термин «классическое искусство» появился во второй половине XVII столетия во Франции в связи с формированием соответствующего художественного направления и эстетики при дворе короля Людовика XIV. Для появления этого направления и его противопоставления искусству стиля барокко требовалась значительная историческая дистанция. Актуализация понятия «классическое» в отношении искусства XVI века происходила в ходе дискуссии «О древних и новых», в частности в работе Ролана Фреара де Шамбре «Параллели архитектуры, античной и современной» (Parallèle de l’Architecture Antique et de la Moderne). Французский живописец «Большого стиля» Шарль Лебрен интерпретировал творчество своего современника Н. Пуссена в качестве естественного продолжения «идеального стиля» Рафаэля.
В споре «пуссенистов» с «рубенсистами» сторонники первых апеллировали не только к античности, но и, ссылаясь на И. И. Винкельмана, к «подражанию образцам античной скульптуры и архитектуры». В предисловии к русскому переводу трудов Винкельмана Б. С. Пшибышевский писал: «Эта борьба коснулась как изящной литературы, так и других видов искусств. В литературе это был спор между исключительно античной поэзией и приверженцами барочной словесности, спор за или против Гомера. В области пластических искусств это была борьба пуссенистов с рубенсистами, спор за первенство рисунка или краски, за подражание образцам античной скульптуры и архитектуры или против него, за или против Рафаэля, как самого, по тогдашнему мнению, близкого к античности мастера Ренессанса».
Термин «классический» в отношении изобразительного искусства Высокого Возрождения начала XVI века в связи с творчеством Рафаэля Санти в Риме упомянул в лекциях 1918 года выдающийся австрийский историк искусства Макс Дворжак, связав его с созданием художником «идеальных типов», подчёркивая, что в основу принципиально нового классицистического стиля Рафаэля была положена, «во-первых, belezza, красота», а во-вторых, «в качестве более высокой поэтической и художественной реальности», «maniera grande» (большая манера). «Maniera grande» начала XVI века по Дворжаку означает «не только более крупное ви́дение форм, но и возвышенный образ мыслей: изображаемые персонажи должны выглядеть носителями высшего бытия благодаря всему их облику. Отсюда — их величавая осанка, их выразительные жесты, которые лишь в некоторых случаях выглядят театральными и которые в соответствии с общим духом торжественности, присущим изображению, всегда обоснованы не только внешне, но и внутренне… Таким образом, стиль этот, по-видимому, полностью исходил из давней традиции — и тем не менее представлял собой нечто абсолютно отличное от неё». Рафаэлевский стиль, обобщает Дворжак, обусловлен «гармоническим идеалом и замкнутым в себе самом художественным релятивизмом».
Эпоху Высокого Возрождения в Италии также характеризуют как воплощение лишь одного из нескольких возможных подходов к искусству, который можно трактовать как консервативный; как «новое восприятие красоты»; как синтез эклектичных представлений, связанный с литературной модой того времени; как «новые интерпретации и смыслы образов»
.
Тем не менее основы будущей стилевой оппозиции «классицизм — барокко» закладывались именно в начале XVI века в Риме. Так, например, М. Дворжак в своих дефинициях опирался на определения качеств «новой художественной формы» «классического характера искусства чинквеченто», изложенных в работе Г. Вёльфлина «Классическое искусство» (1899):
- Успокоенность, простор, масса и величина

- Упрощение и прояснение

- Обогащение[24].

Эту традицию продолжил В. Н. Гращенков, обозначив период Высокого Возрождения в Риме термином «классический стиль», уточнив, что именно в римский период творчества художника «место Рафаэля-классика заступил Рафаэль-классицист».
Термин «классический» используется в западноевропейской традиции в отношении другого главного создателя этого стиля — живописца и архитектора Донато Браманте.

## История формирования и особенности нового художественного стиля
В отношении мировоззрения стиль римского классицизма основывается на сознательном, программном соединении художественных образов язычества и христианства, классических форм античного искусства и гуманистических идеалов новой ренессансной культуры, прошлого и настоящего.
Искусство этого периода отличается ясностью и классической завершённостью идей и художественной формы, ориентированной на античную традицию. На примере ватиканских работ Микеланджело и Рафаэля можно выделить ключевые признаки изобразительного искусства Высокого Возрождения — амбициозные масштабы в сочетании с высокой сложностью композиции, пристальное изучение человеческого тела, иконографические и художественные отсылки к классической античности.

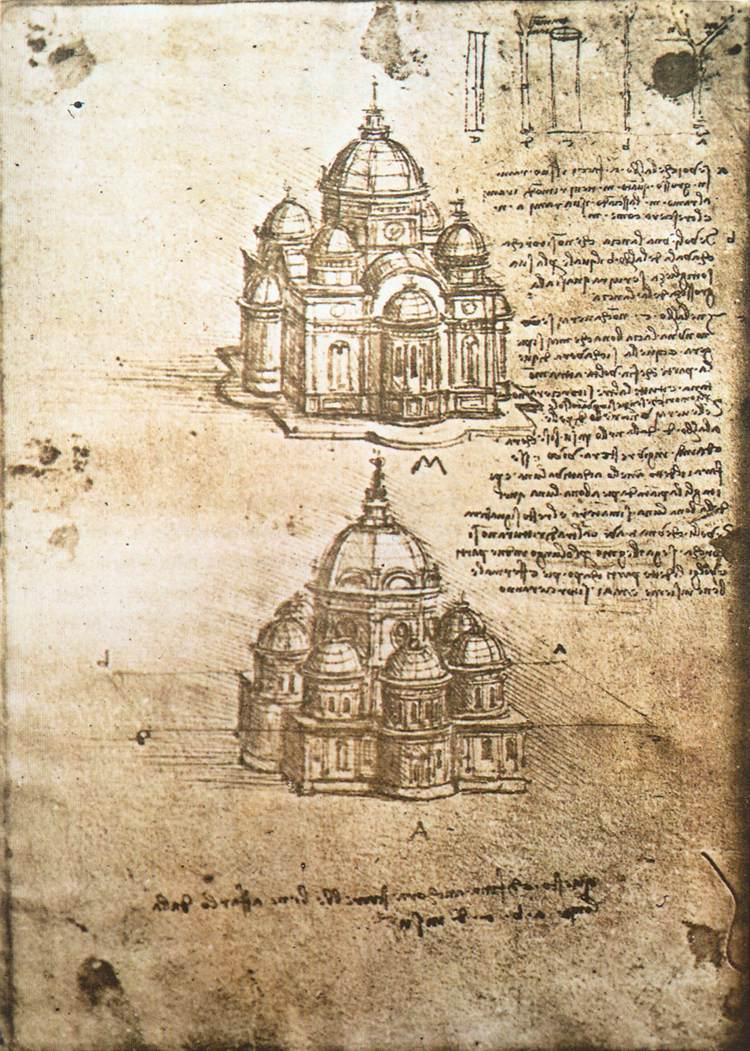
Леонардо да Винчи. Эскиз крестово-купольного храма. 1490

Главным автором проекта перестройки центра Рима при Папе Николае V (1447—1455) считают Л. Б. Альберти. Идеи этого архитектора и теоретика заложили основы искусства римского классицизма начала XVI века. Продолжателем классицистических идей Альберти стал Донато Браманте. С 1476 года Браманте работал на севере Италии, в Милане. Известно, что в 1482—1499 годах в Милане также находился Леонардо да Винчи. Предполагают, что Браманте и Леонардо обсуждали в Милане достоинства византийских крестово-купольных храмов. Зарисовки купольных центрических сооружений на полях рукописей Леонардо да Винчи относятся именно к этому времени. Несколько ранее идею центрического плана идеального города выдвинул флорентиец Антонио Аверлино, по прозванию Филарете (1402—1469) в трактате «Сфорцинда». Схожие идеи излагал живописец, архитектор и скульптор Франческо ди Джорджьо Мартини (1439—1502) в «Трактате об архитектуре». Помимо круглых храмов типа ротонды архитекторы разрабатывали планы типа квадрифолия, или «четырёхлистника», тетраконха («с четырьмя конхами») и постройки «звёздчатого» плана, получаемого с помощью «поворотного квадрата» (двух наложенных друг на друга квадратов, один из которых повёрнут на 45°). Эти факты свидетельствуют о закономерности распространения идей центричности и регулярности в ренессансной архитектуре того времени.

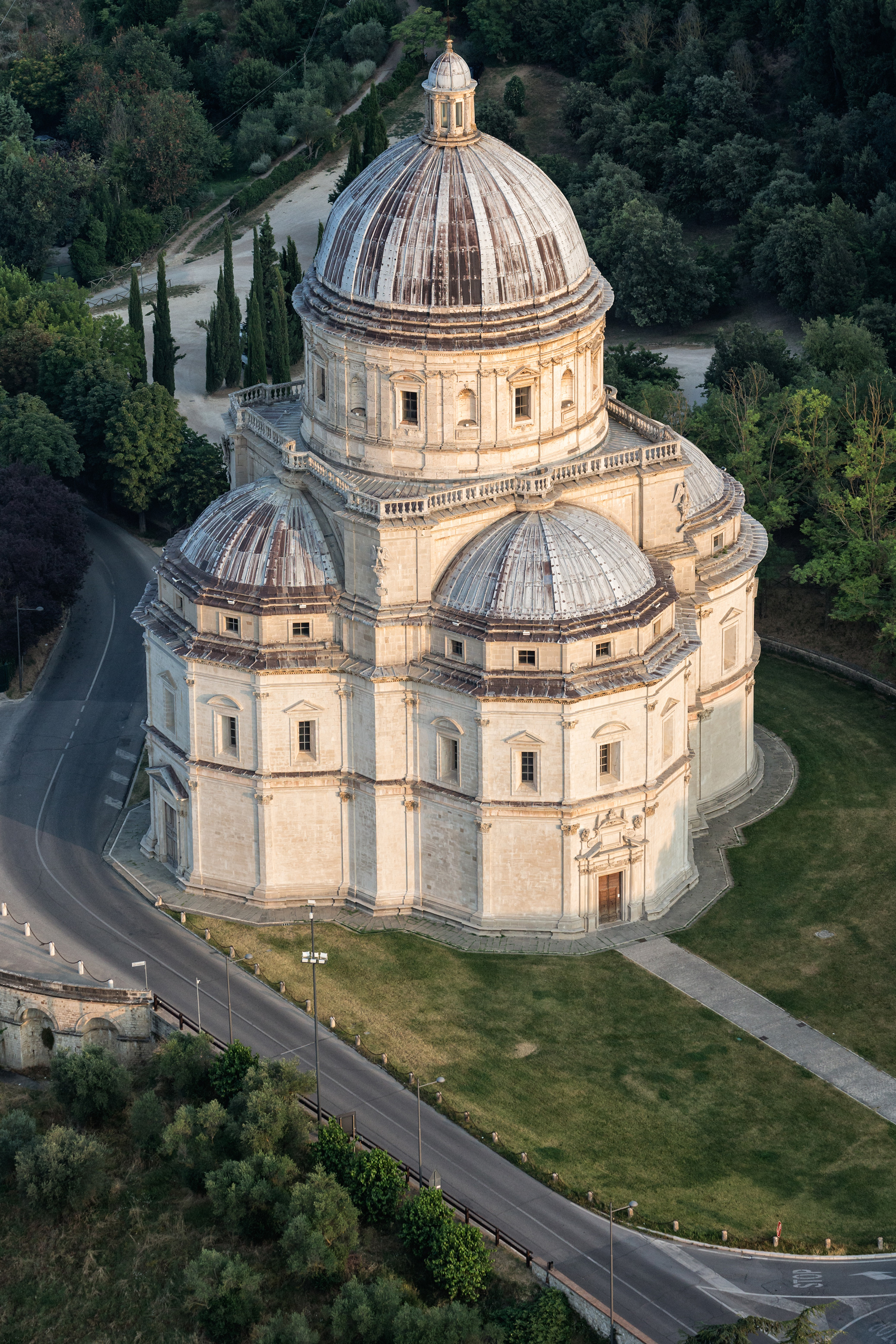
Церковь Санта-Мария делла Консолационе в Тоди. 1508—1587

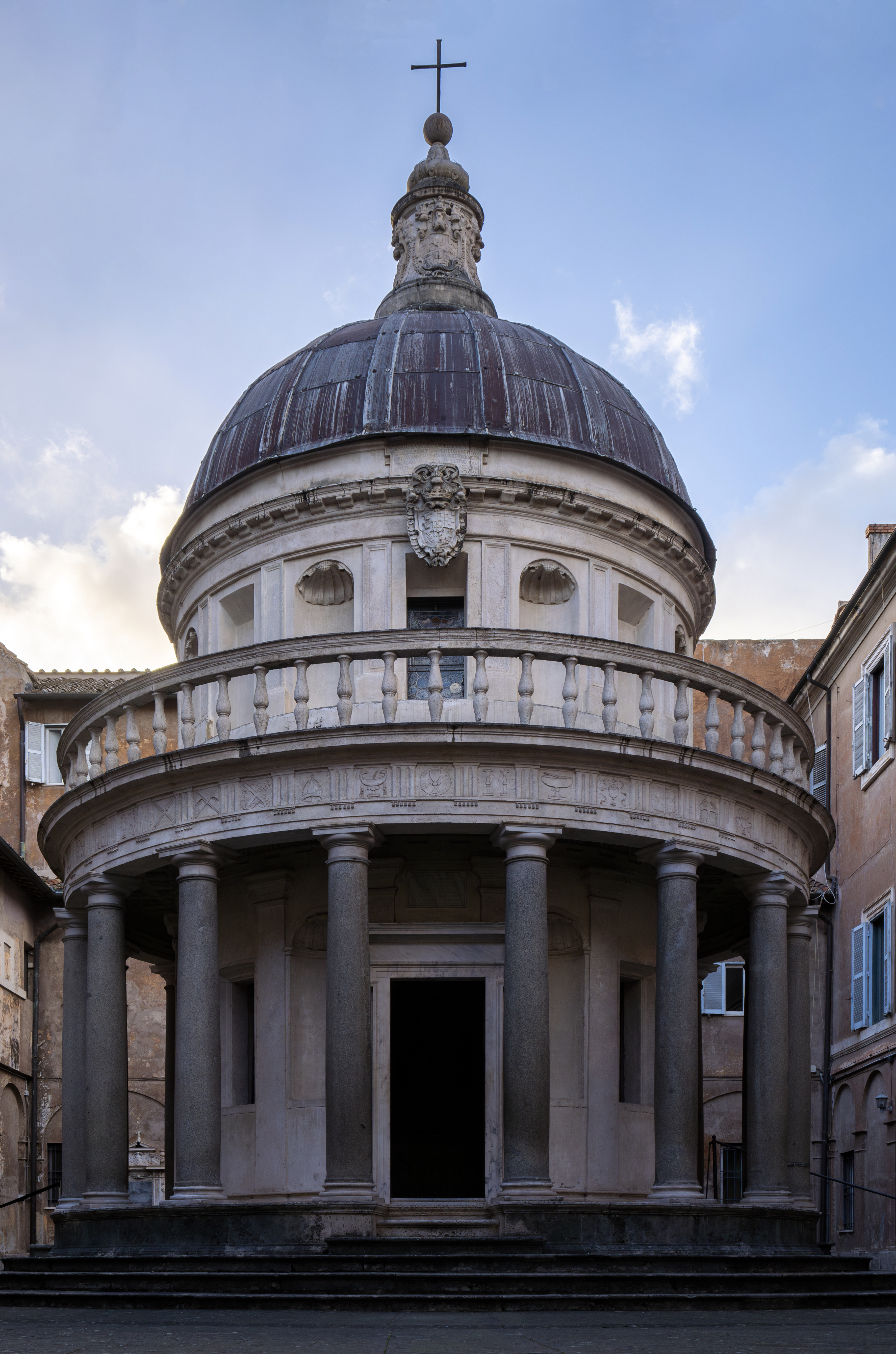
Темпьетто в Риме. 1502. Архитектор Д. Браманте

В 1499 году Браманте переехал в Рим. В 1500 году Папа Александр VI назначил его главным архитектором Ватикана. Первым произведением Браманте в Риме стал небольшой круглый храм Темпьетто (1502) — воплощение идеи абсолютной симметрии и центрического плана. Помимо Темпьетто классическими образцами центрических крестово-купольных ренессансных храмов стали церковь Санта-Мария делла Консолационе в городе Тоди (Умбрия, 1494—1518), церковь Санта-Мария-делле-Карчери в Прато (архитектор Джулиано да Сангалло, 1484—1495), а также церковь Сан-Бьяджо в Монтепульчано (1518—1526, проект Антонио да Сангалло Старшего).
По инициативе Папы римского Юлия II (1503—1513) Браманте разработал проект огромного Ватиканского двора — Бельведера (1503), в композиции которого архитектор соединил темы античной загородной виллы, театра и форума, чем достиг впечатления истинно царского величия.
Создавая новый проект собора Св. Петра, Браманте утверждал, что стремился водрузить купол Пантеона (символа древнеримской классики) на своды Храма Мира (так называли в то время базилику Максенция-Константина на Римском Форуме). Проект ватиканского храма, разработанный Браманте, следовал центрическому типу крестово-купольных зданий. Очевидно, что архитектор пытался соединить византийский тип церкви с традициями романской архитектуры, и создать тем самым некий «вселенский храм».
Главной особенностью «римского стиля», начатого Альберти и Браманте, считают принцип формосложения, при котором отдельные части здания, массы и объёмы как бы нанизываются на одну ось композиции и «прикладываются» одна к другой. Позднее Микеланджело, закладывая основы стиля римского барокко, станет использовать противоположный способ — формовычитание, то есть расчленение пространства и организацию архитектурных масс подобно работе скульптора: от целого к деталям.
В 1508 году Браманте вызвал своего родственника из Урбино (предположительно, племянника), малоизвестного в то время Рафаэля Санти (1483—1520; с 1504 года Рафаэль работал во Флоренции), и представил его Папе Юлию II в качестве лучшего кандидата для выполнения росписей Апостольского дворца. В 1513 году Папа Лев X назначил Рафаэля первым археологом античного Рима. По поручению великого понтифика Рафаэль наблюдал за раскопками, формированием ватиканских коллекций и составил археологическую картину (план) Вечного города. С 1515 года Рафаэль занимал в Ватикане должность «комиссара по древностям».
В своих картинах Рафаэль, не без влияния Перуджино и Браманте, изображал архитектурные сооружения — центрические здания, ротонды с куполом, полуциркульные арки. В основу нового художественного стиля начала XVI века полагали не «изучение натуры» и не «подражание древним», как утверждали ранее, в период кватроченто, а то и другое вместе, причём «несовершенству природы стали противопоставлять некий отвлечённый идеал». Эстетические качества изобразительной формы научились ценить, по определению М. Дворжака, «выше содержания и стремления к верности природе».

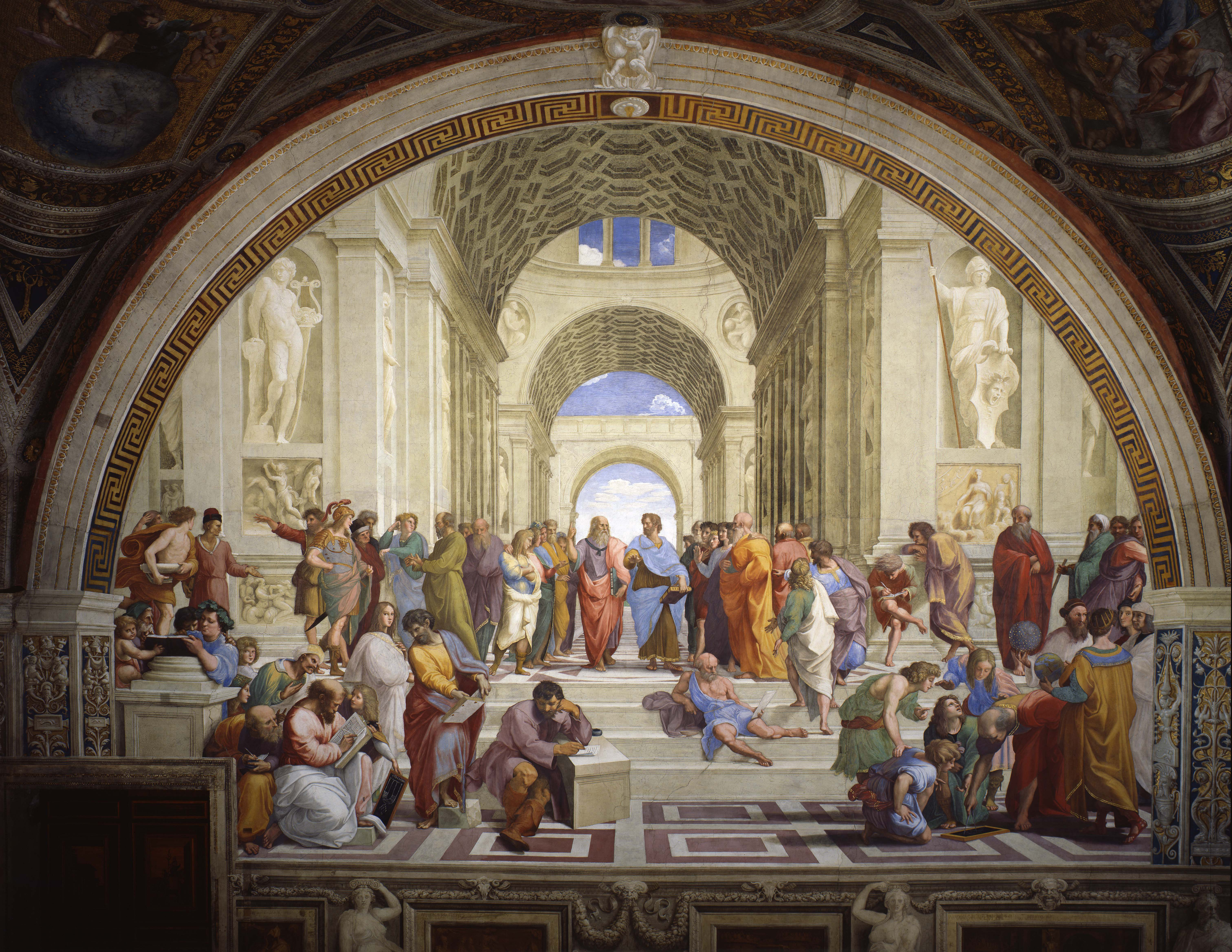
Рафаэль Санти. Афинская школа. 1509—1510. Фреска в «Станца делла Сеньятура». Ватиканский дворец

В композиции Рафаэля «Афинская школа» для ватиканской Станца делла Сеньятура (1509—1510) представлен именно такой философский маскарад, своеобразный театр из застывших фигур, демонстрирующих величественные позы, движения рук, повороты голов. Там нет действия, отсутствует сюжет, фигуры представляют собой задрапированные манекены и опознаются только по атрибутам, символизирующим искусства и науки. И всё это показано на фоне фантастической величественной архитектуры, в проёме огромной полуциркульной арки, написанной, если верить Дж. Вазари, по эскизу архитектора Браманте. Поразительно, что в очень небольшом помещении (8×10 м) это произведение, которое невозможно воспринять с необходимого расстояния (оно занимает почти всю стену), производит истинно монументальное впечатление. Это образ идеальной, неизменной гармонии. Существенно и значение творчества Рафаэля как архитектора, он является автором многих построек в Риме. Существует мнение, что стиль классицизма в архитектуре и живописи фактически был создан и в формальном отношении завершён Рафаэлем. При созерцании его произведений, действительно, возникает ощущение формального предела: дальнейшее развитие кажется невозможным.

## Закат и наследие искусства Высокого Возрождения
Великая эпоха римского искусства, как и следовало ожидать, завершилась скоропостижно и трагично. Слишком напряжена и насыщенна оказалась художественная жизнь: в невероятно краткий период — пятнадцать-двадцать лет — было создано огромное количество непревзойдённых произведений. В 1514 году скончался Донато Браманте, ещё ранее, в 1510 году, умерли Джорджоне и Сандро Боттичелли; в 1519 году умер, переехавший во Францию, Леонардо да Винчи. Многие исследователи завершают эпоху трагической датой — преждевременной смертью в возрасте 37 лет Рафаэля Санти 6 апреля 1520 года. Как гласит эпитафия на его гробнице в римском Пантеоне сочинённая итальянским гуманистом, кардиналом Пьетро Бембо: «ILLE HIC EST RAPHAEL TIMUIT QUO SOSPITE VINCI / RERUM MAGNA PARENS ET MORIENTE MORI» (Здесь покоится великий Рафаэль, при жизни которого природа боялась быть побеждённой, а после его смерти она боялась умереть).
Во время разграбления Рима войсками Карла V многие художники погибли, другие уехали. Ещё продолжал работать гениальный Микеланджело Буонарроти, но его позднее творчество было далеко от идеалов и художественных форм классицизма Высокого Возрождения. «Многим казалось тогда, что вот-вот появится новый Рафаэль или Леонардо. Но этого не случилось». В Венеции Тициан по меткому замечанию И. Э. Грабаря, уже «подаёт руку волшебнику живописности Рембрандту».
Холоден и академичен был Андреа дель Сарто, которого называли «вторым Рафаэлем», странно экзальтированы Б. Амманати и Я. Понтормо. Середина и вторая половина XVI столетия — время формирования искусства маньеризма и римского барокко. Оно включает по́зднее творчество великого Микеланджело, а также Тициана, Веронезе и Тинторетто в Венеции, Бенвенуто Челлини и флорентийских маньеристов при дворе Медичи. Эпоху Высокого Возрождения в Риме часто называли «несостоявшейся» или «руинами недостроенного здания». Она оказалась «слишком краткой и неподготовленной для того, чтобы вместить идеалы классического искусства» . По мнению русского мыслителя П. А. Флоренского искусство христианской эпохи в целом строится на устремлении к трансцендентному, поэтому «классицизм по Рафаэлю» был возможен в античности, «когда боги обитали на земле». В эпоху Возрождения мир бесповоротно изменился и подобное понимание красоты оказалось нежизненным. «Искусство мнимостей — грандиозный обман антропоцентризма». М. В. Алпатов утверждал, что искусство эпохи Возрождения «стало реликвией, не вызывающей особого волнения».
Тем не менее именно в эту эпоху человеку посчастливилось наиболее «полно и мощно выразить себя в камне, дереве и красках» . Мировоззренческие принципы, стилевые и композиционные формы искусства Высокого Возрождения не были забыты в последующее время, они оказали несомненное влияние на искусство последующих веков — от классицизма и неоклассицизма XVII—XVIII до романтизма и академизма XIX—XX веков.